# Хуань-гун (Цінь)
Хуань-гун (кит.: 秦桓公; д/н — 577 до н. е.) — правитель царства Цінь у 604—577 роках до н. е.

## Життєпис
Походив з династії Ін. Син Гун-гуна. Спадкував трон 604 року до н. е. Спочатку продовжив боротьбу з державою Цзінь. Втім ймовірно не мав значного успіху.
З 580 року до н. е. неодноразово намагався замиритися з Цзінь, втім цзіньци всякий раз порушували умови перемир'я. 578 року до н. е. Лі-гун, правитель Цзінь сформував антицінську коаліцію, до якої долучилися держави Ці, Сун, Вей, Чжен, Цао, Чжу і Тен. Основна битва відбулася біля Масуї (в сучасному повіті Цзін'ян провінції Шеньсі), де Хуань-гун зазнав поразки, його 2 генерали потрапили у полон, хоча Сюань-гун, правитель Цао, загинув. Цінське військо відступило до річки Цзінхе, не дозволивши супротивникові її перетнути.
Помер Хуань-гун 577 року дон. е. Йому спадкував син Цзін-гун.